# Bougival
Bougival is een gemeente in Frankrijk. Het ligt in de agglomeratie van Parijs, op 15 km ten westen van het centrum van Parijs, en het ligt aan de Seine, aan de linker oever.
De machine van Marly werd in Bougival gebouwd, die het kasteel van Versailles van water moest voorzien voor in de vijvers en fonteinen. Er is een station Bougival, maar dat ligt in de buurgemeente La Celle-Saint-Cloud, tegen Bougival aan.

## Kaart
De onderstaande kaart toont de ligging van Bougival met de belangrijkste infrastructuur en aangrenzende gemeenten.

## Demografie
Onderstaande figuur toont het verloop van het inwonertal, bron: INSEE-tellingen. 

## Geboren
- Julie Depardieu 1973, actrice

## Overleden
- Rennequin Sualem(1645-1708, Belgisch ingenieur
- Odilon Barrot 1791-1873, politicus
- Georges Bizet 1838-1875, componist
- Ivan Toergenjev 1818-1883, Russisch schrijver en dichter
- Mistinguett 1875-1956, actrice en zangeres